# 卢新培
卢新培，华中科技大学教授，主要从事气体放电、低温等离子体源、等离子体诊断等方面的研究工作。担任《高电压技术》编委，入选中华人民共和国教育部第八批"长江学者"特聘教授。